# Linha do tempo das primeiras imagens da Terra a partir do espaço
Esta é uma linha do tempo das primeiras imagens da Terra a partir do espaço. As primeiras fotografias e imagens digitais a partir do espaço sideral foram precedidas por aerofotografias e continuam como imagens de satélite.
Para o propósito desta lista, um voo espacial é definido como qualquer voo que ultrapasse a linha de Kármán, o limite do espaço reconhecido pela FAI, que é de 100 quilômetros acima do nível do mar.

## Lista
| Imagem | Data                        | Nave ou missão       | Evento |
| ------ | --------------------------- | -------------------- | --- |
|        | 24 de outubro de 1946       | V-2                  | A primeira imagem da Terra a partir do espaço sideral, realizada no voo suborbital V-2 No. 13. |
|        | 7 de março de 1947          | V-2                  | Primeiro paronama da Terra a partir do espaço. |
|        | Fevereiro a março de 1959   | Vanguard 2           | Primeira tentativa de usar um scanner, onde uma célula fotográfica montada no foco do telescópio escanearia a Terra devido ao movimento do satélite. As imagens eram de qualidade ruim.                   |
|        | 14 de agosto de 1959        | Explorer 6           | Primeira imagem da Terra a partir da órbita, mostrando a área do Oceano Pacifico Central iluminada pelo sol e sua cobertura de nuvens.                                                                    |
|        | 1959                        | Explorer 7           | Primeiros "mapas gerais da radiação solar refletida pela Terra e da radiação infravermelha emitida pela Terra".                                                                                           |
|        | 1960                        | TIROS-1              | Primeira imagem televisiva da Terra ao vivo transmitida a partir do espaço e a primeira imagem de satélite meteorológico.                                                                                 |
|        | 1960                        | Corona               | "Primeiro sistema de observação da Terra baseado no espaço"; Sua primeira missão bem sucedida foi o Discoverer 14 em 19.08.1960, com o resgate de um filme fotográfico a partir de um satélite em órbita. |
|        | 6 de agosto de 1961         | Vostok 2             | Primeira imagem da Terra a partir do espaço feita por uma pessoa; primeiras imagens e primeira filmagem da Terra a partir do espaço, pelo cosmonauta Gherman Titov – o primeiro fotografo espacial.       |
|        | 1963                        | KH-7 Gambit          | Primeira imagem de alta resolução (resolução espacial de submetro), classificada. |
|        | 18 de março de 1965         | Voskhod 2            | Primeira imagem e vídeo da Terra mostrando um ser humano (Alexei Leonov) flutuando livre no espaço (a primeira EVA).                                                                                      |
|        | 18 de março de 1965         | Voskhod 2            | Primeira ilustração da Terra do espaço e primeira obra artística feita no espaço (por Leonov, o primeiro artista no espaço).                                                                              |
|        | 30 de maio de 1966          | Molniya-1-3          | Primeiras imagens do disco completo da Terra, no dia 30 de maio de 1966. |
|        | 23 de agosto de 1966        | Lunar Orbiter 1      | Primeira imagem da Terra a partir da órbita da Lua e primeira imagem de tanto a Terra e a Lua a partir do espaço.                                                                                         |
|        | 11 de dezembro de 1966      | ATS-1                | Primeira imagem de tanto a Terra quanto a Lua a partir da órbita da Terra. |
|        | 11 de dezembro de 1966      | ATS-1                | Primeiras imagens do disco completo da Terra a partir da órbita geoestacionária. |
|        | Janeiro de 1967             | ATS-1                | Primeira filmagem da Terra sem um humano operando a câmera (ao contrário da filmagem do Titov). |
|        | 1967                        | Surveyor 3           | Primeira imagem da Terra a partir da superfície da Lua. |
|        | Agosto de 1967              | DODGE                | Primeiras imagens coloridas do disco da Terra. |
|        | 10 de novembro de 1967      | ATS-3                | utro concorrente pela primeira imagem em cores do disco completo da Terra; subsequentemente usado na capa do primeiro Whole Earth Catalog.                                                                |
|        | 1968                        | Apollo 8             | Primeira imagem completa da Terra a partir do espaço realizada por um ser humano, possivelmente pelo astronauta William Anders.                                                                           |
|        | 1968                        | Apollo 8             | O Nascer da Terra é a primeira imagem do planeta a partir da Lua feita por uma pessoa (William Anders).                                                                                                   |
|        | 21 de julho de 1969         | Apollo 11            | Primeira imagem da Terra realizada por uma pessoa a partir da superfície da Lua. |
|        | 1977                        | KH-11                | Primeira imagem de satélite em tempo real. |
|        | 18 de setembro de 1977      | Voyager 1            | Primeira imagem mostrando a Terra e a Lua completas. |
|        | 14 de fevereiro de 1990     | Voyager 1            | O Pálido Ponto Azul é a primeira imagem da Terra além dos planetas externos. É parte da primeira imagem do retrato do sistema planetário, conhecido como Retrato da Família.                              |
|        | 11 de dezembro de 1990      | Galileo              | Primeira filmagem de uma rotação completa da Terra. |
|        | 13 de outubro de 1999       | IKONOS               | Primeira fotografia de satélite de alta resolução não classificada; foi capa do New York Times. |
|        | 8 de maio de 2003 13:00 UTC | Mars Global Surveyor | Primeira imagem da Terra e a Lua a partir da órbita de Marte; a América do Sul é visível. |
|        | 11 de março de 2004         | Spirit               | Primeira imagem da Terra a partir de Marte ou de qualquer outro corpo celestial além da Lua. |
|        | 27 de julho de 2006         | Cassini-Huygens      | O Pale Blue Orb é a primeira imagem da Terra a partir de Saturno e a segunda imagem da Terra a partir do sistema solar exterior.                                                                          |